# Pont des Arts
Il pont des Arts o Passerelle des Arts è un ponte di Parigi che attraversa la Senna tra l'Institut de France e la Cour Carrée del Louvre (chiamato all'epoca del Primo Impero Palais des Arts).

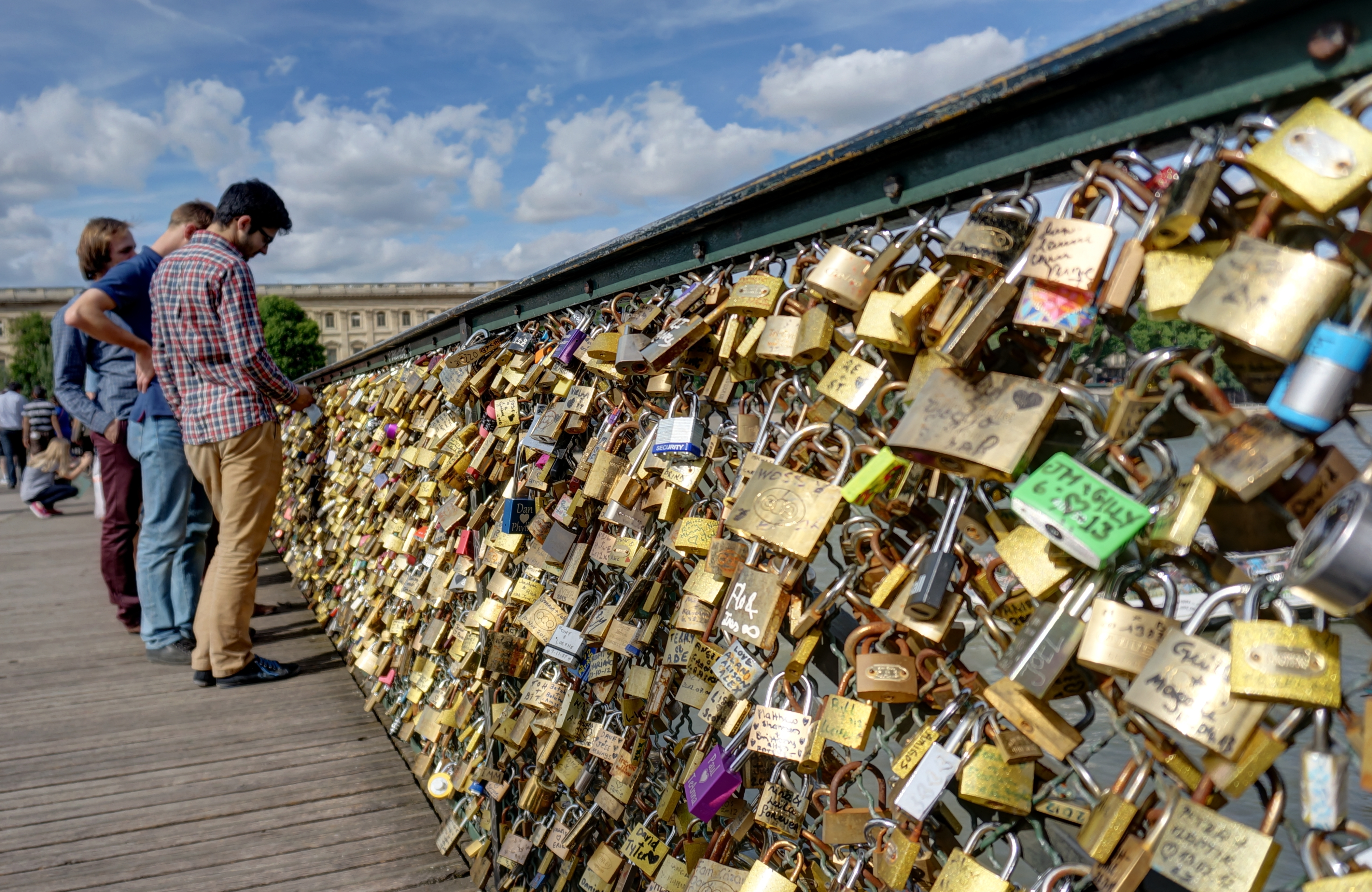
Lucchetti dell'amore sul Pont des Arts, Parigi

È riservato esclusivamente al transito dei pedoni. Vi fanno sosta spesso pittori che vendono le loro opere ai passanti ed è famoso anche per essere un luogo in cui vengono inseriti i lucchetti dell'amore.
Edificato tra il 1802 e il 1804, fu il primo ponte metallico della città. Durante la Prima e la Seconda guerra mondiale subì però numerosi danni a causa dei bombardamenti e venne di conseguenza ricostruito tra il 1981 e il 1984, per volere dell'allora sindaco di Parigi Jacques Chirac, conservandone l'aspetto originale.

Vista panoramica dal Pont des Arts

Il Pont des Arts in una fotografia notturna, sullo sfondo, nella metà di sinistra: la Île de la Cité, il centro cittadino, con le torri della Cattedrale di Notre-Dame e la guglia della Sainte-Chapelle (visibili al centro).